# Élections législatives ghanéennes de 2016
Les élections législatives ghanéennes de 2016 ont lieu le 7 décembre 2016 afin de renouveler les 275 membres du parlement du Ghana.

## Contexte
Le scrutin devait initialement se dérouler le 7 novembre 2016 avant d'être reporté d'un mois par le parlement.

## Système électoral

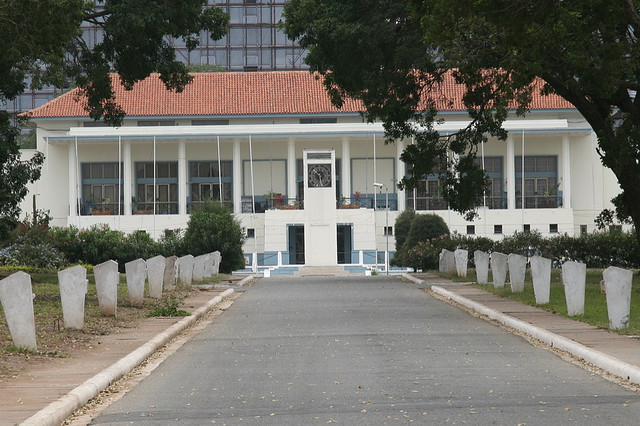
Bâtiment du parlement à Accra.

Le Parlement du Ghana est un corps législatif unicaméral composé de 275 sièges pourvus pour quatre ans au scrutin uninominal majoritaire à un tour dans autant de circonscriptions électorales. Dans chacune d'elles, le candidat ayant recueilli le plus de suffrages l'emporte. Sont électeurs tous les citoyens ghanéens âgés d'au moins 18 ans, tandis que les candidats doivent avoir au moins 21 ans et être soit résidents de la circonscriptions où ils se présentent, soit y avoir vécu au moins cinq ans dans les dix années précédant l'élection.

## Résultats
|                           |                                        |            |       |               |        |               |  |  |  |
| Parti                     | Parti                                  | Voix       | %     | +/-           | Sièges | +/-           |  |  |  |
|                           | Nouveau Parti patriotique (NPP)        | 5 661 248  | 52,48 | 4,97          | 169    | 47            |  |  |  |
|                           | Congrès démocratique national (NDC)    | 4 560 491  | 42,28 | 4,13          | 106    | 42            |  |  |  |
|                           | Parti progressiste du peuple (PPP)     | 186 741    | 1,73  | 0,08          | 0      | en stagnation |  |  |  |
|                           | Parti de la convention du peuple (CPP) | 69 346     | 0,64  | 0,09          | 0      | 1             |  |  |  |
|                           | Convention nationale du peuple (PNC)   | 42 236     | 0,39  | 0,27          | 0      | 1             |  |  |  |
|                           | Parti national démocratique (NDP)      | 19 450     | 0,18  | 0,13          | 0      | en stagnation |  |  |  |
|                           | Congrès de tout le peuple (APC)        | 2 527      | 0,02  | Nv            | 0      | Nv            |  |  |  |
|                           | Parti du front uni (UFP)               | 896        | 0,01  | 0,02          | 0      | en stagnation |  |  |  |
|                           | Parti démocratique du peuple (DPP)     | 867        | 0,01  | 0,02          | 0      | en stagnation |  |  |  |
|                           | Grand parti populaire consolidé (GCPP) | 831        | 0,01  | en stagnation | 0      | en stagnation |  |  |  |
|                           | Parti progressiste uni (UPP)           | 430        | 0,00  | Nv            | 0      | Nv            |  |  |  |
|                           | Indépendants                           | 241 884    | 2,24  | 0,26          | 0      | 3             |  |  |  |
|                           |                                        |            |       |               |        |               |  |  |  |
| Suffrages exprimés        | Suffrages exprimés                     | 10 833 418 | 98,98 |               |        |               |  |  |  |
| Votes blancs et invalides | Votes blancs et invalides              | 111 137    | 1,02  |               |        |               |  |  |  |
| Total                     | Total                                  | 10 944 555 | 100   | -             | 275    | en stagnation |  |  |  |
| Abstentions               | Abstentions                            | 4 767 944  | 20,34 |               |        |               |  |  |  |
| Inscrits / participation  | Inscrits / participation               | 15 712 499 | 69,66 |               |        |               |  |  |  |

## Conséquences
Les élections donnent lieu à une alternance politique avec la victoire du Nouveau Parti patriotique (NPP) mené par Nana Akufo-Addo sur le Congrès démocratique national (NDC) du président sortant John Mahama, qui concourait pour un second mandat. Le NPP met ainsi fin à huit années d'opposition en remportant 169 sièges sur 275, les 106 sièges restants revenant au NDC. John Dramani Mahama reconnait rapidement sa défaite, permettant une nouvelle fois au pays de connaitre une alternance pacifique du pouvoir,,.